# Прокоф'єв Вадим Павлович
Вадим Павлович Прокоф'єв (нар. 19 липня 1938, Київ) — український науковець в царині радіолокації. Академік Міжнародної академії біоенерготехнологій, Доктор наук, професор, лауреат Державної премії в галузі науки і техніки за 1990 рік, Нагрудний знак «Винахідник СРСР», Заслужений діяч науки і техніки України.

## Проходження служби
Займав посади начальника Науково-дослідного центру військ протиповітряної оборони, начальник Науково-дослідного центру Генерального штабу Збройних Сил України, начальника Національного науково-дослідного центру оборонних технологій і військової безпеки України.
Фахівець у галузі теорії адаптивних радіоелектронних систем. Автор композиційного методу побудови складних систем. Розробив новий спосіб побудови систем просторово-часової обробки сигналів, реалізація якого на практиці дозволила на порядок і більше підвищити основні технічні характеристики радіоелектронних систем. Розробив метод техніко-економічного проектування великих систем: РЛС ПРО, РЛС ПКО, заобрійних РЛС. Названі результати лягли в основу створеної В. П. Прокоф'євим теорії нового класу адаптивних заобрійних радіолокаційних систем. Теоретично обґрунтував і реалізував на практиці принцип адаптивності в системах Радіоелектронна розвідка.

## Науковий керівник робіт
- Державної програми утилізації рідких компонентів ракетного палива та інших токсичних технічних речовин (в частині утилізації гептилу);
- Державної науково-технічної програми «Інформація. Мова. Інтелект.» (розділи 1.7, 6.2, 6.5, 6.6);
- щодо комплексного дослідження води та розробки нових нетрадиційних технологій отримання цілющої реліктової води;
- щодо створення супер-ЕОМ;
- щодо нетрадиційних напрямків квантової електродинаміки.
Автор понад 200 наукових праць. Має більше 70 авторських свідоцтв і http://uapatents.com/patents/prokofehv-vadim-pavlovich[недоступне посилання з липня 2019]. 9 авторських розробок впроваджені у серійні зразки військової техніки.

## Відзнаки та визнання
- за впроваджені винаходи в серійні зразки військової техніки нагороджений нагрудним знаком «Винахідник СРСР» та Орден «За службу Батьківщині в Збройних Силах СРСР»;
- 1999 року внесений до Міжнародного видання «Хто є хто»;
- "Людина року-2001" за версією Американського Біографічного інституту;
- 2003 року Радою редакторів Міжнародного біографічного центру внесений до переліку п'ятисот провідних інтелектуалів світу (видання «Провідні інтелектуали світу 2002-2003 рр.»).

## Наукова та громадська діяльність
- член Президії Вища атестаційна комісія України другого скликання та Атестаційної колегії Міністерства освіти України;
- член наукової ради щодо проблем «Інформація. Мова. Інтелект» при Президії Національної академії наук України;
- експерт Міжнародного біографічного інституту;
- голова однієї і член кількох спеціалізованих вчених рад по захисту дисертацій на здобуття наукових ступенів доктора технічних наук і кандидата технічних наук;
- президент Міжнародної громадської організації «Асоціація вчених, фахівців та діячів науки - «Наука»;
- член редколегій наукових журналів «Наука і оборона».